# Eugénia Rego Pereira
Eugénia Rego Pereira (Ponta de Sol, 1 de maio de 1877, Funchal, 27 de agosto de 1947), de seu nome completo Maria Eugénia de Afonseca Acciaiolly Rego Pereira, foi uma dramaturga portuguesa, natural da Ilha da Madeira.
Era filha de Carlos Acciaiolly Rego, escrivão da fazenda pública, e de Juliana de Afonseca Rego. Em 1900, casou-se com João Higino Pereira de quem teve dois filhos: uma menina que morreu muito nova e um rapaz, Carlos Rego Pereira, que viveu em Lisboa. Entre a sua ascendência contam-se figuras de relevo das letras madeirenses, como acontecia com a sua avó, Emília Acciaiolly Rego Sénior, poetisa, e com o primo, Padre João Baptista de Afonseca que traduziu de Latim para Português a obra de Manuel Constantino relativa ao descobrimento da Madeira, De Insula Materiae, publicada em Roma cerca de 1599.

## Carreira
Tendo-se tornado viúva muito cedo, Eugénia Rego Pereira acabou por se dedicar, a partir de Outubro de 1909, ao ensino de danças de salão e folclóricas, para o que abriu um salão de baile na rua do Bispo, onde várias gerações de jovens madeirenses aprenderam a dançar.
Em paralelo com a sua atividade docente, Eugénio Rego dedicou-se à escrita tendo publicado com frequência em periódicos madeirenses, tais como o Diário de Notícias do Funchal, o Diário da Madeira, o Heraldo da Madeira e O Jornal. Para além de jornais, também colaborou com várias revistas e almanaques, onde assinava com os nomes de "Eugénia Rego" ou "Eugénia Rego Pereira".
Outra faceta criativa de Eugénia Rego mostra-se nas várias peças de teatro de que foi autora e que foram levadas à cena entre 1909 e 1944, no Teatro Municipal do Funchal. Logo em 1909, subiu ao palco a peça Um Arraial na Madeira - Costumes Madeirenses, que representava uma romaria tradicional onde pontificavam cantigas, danças folclóricas e despiques. Anos mais tarde, em 1932, era a vez de Sol e Gelo, peça em três atos, cujas receitas de estreia reverteram a favor da Escola de Artes e Ofícios, logo seguida, 1933, pela opereta Seguindo a Estrela. Entre 1937 e 1944, as peças sucedem-se a bom ritmo: De Norte a Sul (1937), Asas Misteriosas (1941), Feitiço Quebrado (1942), Espuma de Champanhe (1943) e Sob o Céu de Portugal (1944). No mesmo período de tempo, mas sem data conhecida, estrearam-se ainda As Rodas do Tempo e Na Hora Precisa.
Este vasto conjunto dramatúrgico constituiu um importante contributo para a cultura madeirense, pois, para além das peças terem funcionado como uma escola de teatro para jovens actores da Madeira, permitiram também que na Ilha se apresentassem artistas importantes do panorama nacional.
Falecida em 27 de agosto de 1947 na sua casa à rua do Bispo, Eugénia Rego veio a ser homenageada na sua vila natal, Ponta de Sol, em 29 de abril de 2011.